# Gonatocerus terrigena
Gonatocerus terrigena är en stekelart som beskrevs av Girault 1938. Gonatocerus terrigena ingår i släktet Gonatocerus och familjen dvärgsteklar. Inga underarter finns listade i Catalogue of Life.